# الشمال المتجمد
الشمال المتجمد (بالإنجليزية: The Frozen North) هو فيلم كوميدي قصير أنتج عام 1922 من إخراج وبطولة باستر كيتون. الفيلم هو محاكاة ساخرة لأفلام الغرب المبكرة، ولا سيما أفلام ويليام إس هارت. الفيلم من كتابة كيتون وإدوارد إف كلاين (الذي سجل باسم إدي كلاين). مدة الفيلم 17 دقيقة. وتشارك في البطولة سيبيل سيلي مع بوني هيل.

## القصة
تبدأ أحداث الفيلم بالقرب من «المحطة الأخيرة في المترو»، وهي محطة نهائية في ألاسكا، ويبدو أنها تقع وسط الثلوج الكثيفة في وسط القفار. يخرج منها راعي بقر شديد (كيتون). ويصل إلى مستوطنة صغيرة ويجد أناسا يقامرون في حانة. يحاول راعي البقر أن يسرقهم بأن يخيفهم بأن أخذ ملصقا عليه رجل يحمل بندقية ووضعه على النافذة كما لو أنه كان شريكه. يأمر راعي البقر المقامرين بأن يرفعوا أيديهم في الهواء. يسلم رواد الحانة الخائقون ما لديهم من مال، ولكن سرعان ما يكتشفون الحقيقة عندما يقع رجل ثمل على الملصق. وألقوا براعي البقر خارجا من النافذة.

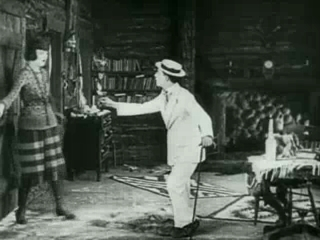
كيتون يقدم الزهور لجارته الجميلة (بوني هيل).

بعد ذلك، يدخل بطريق الخطأ منزلا يعتقد أنه منزله. يرى في الداخل رجلا وامرأة يقبلان بعضهما، وظن أن المرأة هي زوجته، فغضب بشدة وأطلق النار على الزوجين، واكتشف خطأه لاحقا. يذهب إلى منزله، حيث تقابله زوجته (سيبيل سيلي)، لكنه يعاملها ببرود. تحاول الزوجة أخذ إناء من الرف، ولكنه يسقط ويفقدها الوعي. في ذات الوقت يقوم شرطي بالتحقيق في حادث إطلاق النار على الزوجين، ثم يقوم بفتح باب كيتون عنوة بعد أن سماع صراخ الزوجة. ينقذ كيتون يحفظ نفسه بأن يشغل موسيقى الغراموفون ويتظاهر أنه يرقص مع زوجته الغائبة عن الوعي. وبمجرد أن غادر الضابط، تركها تقع على الأرض.
يطل كيتون من النافذة ويرى جارته الجميلة (بوني هيل). وسرعان ما يلبس بدلة بيضاء أنيقة ويختار الزهور (تنمو بشكل غامض من الثلج الكثيف مع لافتة تقول «ابتعد عن العشب»). يحاول مغازلتها لكنها ترفضه. يعود زوجها إلى البيت ويضطر كيتون للفرار مرة أخرى.
يرحل الجيران على زلاجات لمكان جديد في الشمال. كيتون يحصل على «سيارة» (زلاجة كلاب مع محرك) يقودها صديقه (جو روبرتس) ليلحقهم، لكنها تنهار، لذلك كان عليه أن يأخذ «سيارة أجرة» (زلاجة يجرها حصان). يتم إيقاف سيارة الأجرة من قبل شرطي مرور يركب زلاجة بمحركات مع مروحة للجري على الثلج. يقوم كيتون بعكس المروحة حتى يرجع الضابط إلى الوراء في بحيرة. يصل كيتون ورفيقه إلى مكان قريب من القطب الشمالي، ويجدان أمامهما فندقا مثل الإيغلو مع وعلق على جداره رأس الأيل وغيتار. يحاول كيتون تعلق قبعته على قرن الأيل لكنه ظلت تسقط. يحاول الاثنان البقاء على قيد الحياة عن طريق الصيد بطريقة الإسكيمو. يصنع كيتون أحذية ثلوج من الغيتارات ومحاولات للقبض على السمك باستخدام السردين المعلب كطعم، لكن الشيء الوحيد الذي «اصطاده» هو طعم سمك آخر والصياد صاحب الطعم بنفسه.
اضطر كيتون ورفيقه للهروب والعودة إلى البت الثليجي، ثم يرى جارته الجميلة مجددا في كوخها الجديد. تشجع كيتون بعد شرب زجاجة كولا، وقرر فرض نفسه عليها بنفس أسلوب شخصية إريش فون ستروهيم من فيلم الزوجات الحمقاوات. يظهر في ملابس مثل شخصية ستروهيم في كوخها، ولكن زوجها يطارده. يتظاهر كيتون أنه رجل ثلج، فخدع الزوج وعاد إلى الكوخ. يحاول رفيقه مصارعة الزوج ولكن ينتهي به الأمر بأن وقع في بحيرة. يعود الزوج ليعثر على زوجته تبكي على الأرض في حين أن كيتون يقف فوقها فيقرر أن يقاتله. تظهر زوجة كيتون وتطلق النار على زوجها. يأخذ كيتون الجريح المسدس ويحاولأن يطلق النار على الزوج، ولكن في تلك اللحظة يقوم عامل النظافة بإيقاظ كيتون وهو نائم في الصف الأمامي في السينما (تبين أن البندقية في المشهد الأخير هي صحيفة مطوية في يده) ويدرك كيتون أنه كان يحلم.

## الإنتاج
تبع الفيلم عملية اعتقال روسكو آرباكل بتهمة اغتصاب وقتل الممثلة فرجينيا راب. أمر المدراء التنفيذيون في الأستوديو أصدقاء أرباكل في العمل وزملاءهم الممثلين بعدم التحدث علنا عنه، إلا أن كيتون أدلى ببيان يدعم فيه براءة أرباكل. إلا أن الممثل وليام إس هارت، الذي لم يسبق له أن التقى أو عمل مع أرباكل، أدلى بعدد من التصريحات التي افترض فيها أن أرباكل كان مذنبا. كتب أرباكل في وقت لاحق قصة فيلم يسخر من هارت يظهره بشكل لص ومتنمر ومسيء لزوجته، اشترى كيتون منه القصة. يعتقد الكثيرون في عالم السينما أن هارت كان عنيفا مع أسرته، واعتقد كيتون أن هارت كان يساعد القضاء على إدانة أرباكل. قام كيتون ببطولة وإنتاج وإخراج هذا الفيلم.
يرتدي كيتون نسخة صغيرة من قبعة هارت التي تعود إلى الحرب الإسبانية الأمريكية ومسدس بست رصاصات على كل فخذ في المشهد الذي يطلق فيه النار على الجار وزوجته، يستعين بدموع غليسرين سميكة للبكاء، وهي علامة مميزة لهارت. يحاكي كيتون سلوك هارت في الفيلم، ومنها محاولته الكوميدية لتقليد طريقة لف السجائر بإصبع واحدة. قضي كيتون أغلب الوقت وهو يقف ويحدق في مجاز عن تمثيل هارت الجامد، وبالأخص في مكان الحادث حيث يضع ملصق راعي البقر ليخدع المقامرين، وحيث كانت صورة هارت على الملصقات. أدرك الجمهور وقتها هذه الإشارات. لكن هارت نفسه لم يعجب بسخرية كيتون، وخاصة مشهد البكاء، ولم يتكلم مع كيتون لعامين بعد رؤيته الفيلم. كما سخر الفيلم أيضا من شخصية إريش فون ستروهايم بدور زير النساء في فيلم الزوجات الحمقاوات. وعلى النقيض من هارت، فقد كان فون ستروهيم سعيدا بالمحاكاة الساخرة لشخصيته.
تم تصوير الفيلم على الموقع في بحيرة دونر خارج تراكي، كاليفورنيا، في منتصف الشتاء. وحملت شاشات الكلام في البداية لهجة جدية وهمية، وأخذت من فيلم قتل دان ماكجرو من إخراج روبرت سيرفيس.
استخدم المهابيل الثلاثة العديد من النكت في فيلمهم Rockin' thru the Rockies، بما في ذلك لقطة الصيد وارتداء الغيتارات كأحذية الثلوج.

## طاقم التمثيل
- باستر كيتون بدور الرجل السيئ
- جو روبرتس بدور السائق
- سيبيل سيلي بدور زوجة كيتون
- بوني هيل بدور الجار الجميلة
- فريمان وود بدور زوج الجارة
- إدوارد كلاين بدور عامل النظافة

## وصلات خارجية
- الشمال المتجمد على موقع IMDb (الإنجليزية)
- الشمال المتجمد على موقع قاعدة بيانات الفيلم (الإنجليزية)
- الشمال المتجمد على موقع ليتربوكسد (الإنجليزية)
- الشمال المتجمد على موقع كينوبويسك (الروسية)
- "Progressive Silent Film List: The Frozen North". Silent Era. مؤرشف من الأصل في 2019-05-11. اطلع عليه بتاريخ 2008-02-26.
- الفيلم القصير The Frozen North متوفر للتحميل من موقع أرشيف الإنترنت [المزيد]